# Diffusieverzinken
Diffusieverzinken of sherardiseren is het aanbrengen van een zinklaag door het tezamen verhitten van producten en zinkpoeder in een oven ter bescherming tegen corrosie.

## Methode
Om een metalen voorwerp te beschermen tegen corrosie, kan men gebruikmaken van zink. Er zijn verschillende manieren om een zinklaag aan te brengen (verzinken).
Bij sherardiseren verzinken door diffusie worden de te beschermen objecten samen met zinkstof in een gesloten systeem verhit, waardoor er een diffusieproces optreedt. 

## Het proces
De te verzinken producten worden batchgewijs in afgesloten roterende trommels samen met zinkpoeder verhit. Bij temperaturen van 320 tot 500 °C verbindt het zink zich door diffusie met het basismateriaal. Hierdoor ontstaan gelijkmatige, hittebestendige, harde en slijtvaste zink/ijzer-legeringslagen, met een duurzame corrosiewering.
Het proces wordt toegepast op onderdelen vervaardigd uit onder meer ongelegeerd koolstofstaal en gelegeerd staal, waaronder hoogvast staal. Maar ook verenstaal en producten vervaardigd uit gietijzer en gietstaal kunnen diffusieverzinkt worden, zonder dat de eigenschappen van het basismateriaal worden aangetast. In de Europese norm EN 13811 staan de specificaties van het diffusieverzinken.

## Kenmerken
Gesherardiseerde producten hebben de volgende kenmerken:
- Beschermd tegen corrosie
- Voorzien van een instelbare en gelijkmatige deklaag over het gehele product, dus ook op bijvoorbeeld binnenschroefdraad
- Slag- en slijtvast met een hardheid tot 450 HV (41 HRC)
- Hittebestendig tot 600 °C
- Geen vloeibaarmetaalbrosheid
- Waterstofbrosheid is procestechnisch uitgesloten
- Duplex-systemen, lijmverbindingen en rubber-metaalverbindingen zijn zonder voorbehandeling toepasbaar.

## Toepassingen
Diffusieverzinkte producten worden in tal van markten toegepast:
- verbindingsmaterialen voor gebruik tot in de zwaarste klimaatomstandigheden
- (gietijzeren) voorwerpen, die zonder verdere voorbehandeling voorzien kunnen worden door een toplaag (Duplex-systeem).
- onderdelen die berubberd of verlijmd worden voor bijvoorbeeld trailer- spoor- en treinenbouw
- (steiger-) bouwproducten die veelvuldig gemonteerd en gedemonteerd worden